# Яковлєв Володимир Анатолійович
Володи́мир Анато́лійович Я́ковлєв (рос. Владимир Анатольевич Яковлев; 25 листопада 1944, Ольокмінськ) — губернатор Санкт-Петербурга (1996—2003).

## Біографія
- 1969: вступив до КПРС — Комуністичної партії в СРСР.
- 1973: закінчив Ленінградський політехнічний інститут.
- 1987: між адміністрацією муніципалітету Ленінграда.
- 1993: віце-мер Санкт-Петербурга (колишній Ленінград).
- 1994: перший заступник мера Санкт-Петербурга.
- 1996, 2 червня: обраний губернатором Санкт-Петербурга (47,5 % голосів проти 45,8 % в Анатолія Собчака).
- 2000: обраний в першому турі, як губернатор Санкт-Петербурга.
- 2003: призначений в уряд як міністр транспорту, поступившись Валентині Матвієнко, як губернатор Санкт-Петербурга.
- 24 лютого 2004: подав у відставку з міністерства.
- 9 березня 2004: Був призначений представником Президента Володимира Путіна в Південний федеральний округ. Він подав у відставку після трагічних подій у Беслані.
- 14 вересня 2004 по 24 вересня 2007: міністр з регіонального розвитку.

Потім він пішов з політики. Одружений і має одного сина, народженого в 1970 році.